# 글래스콕군 (텍사스주)

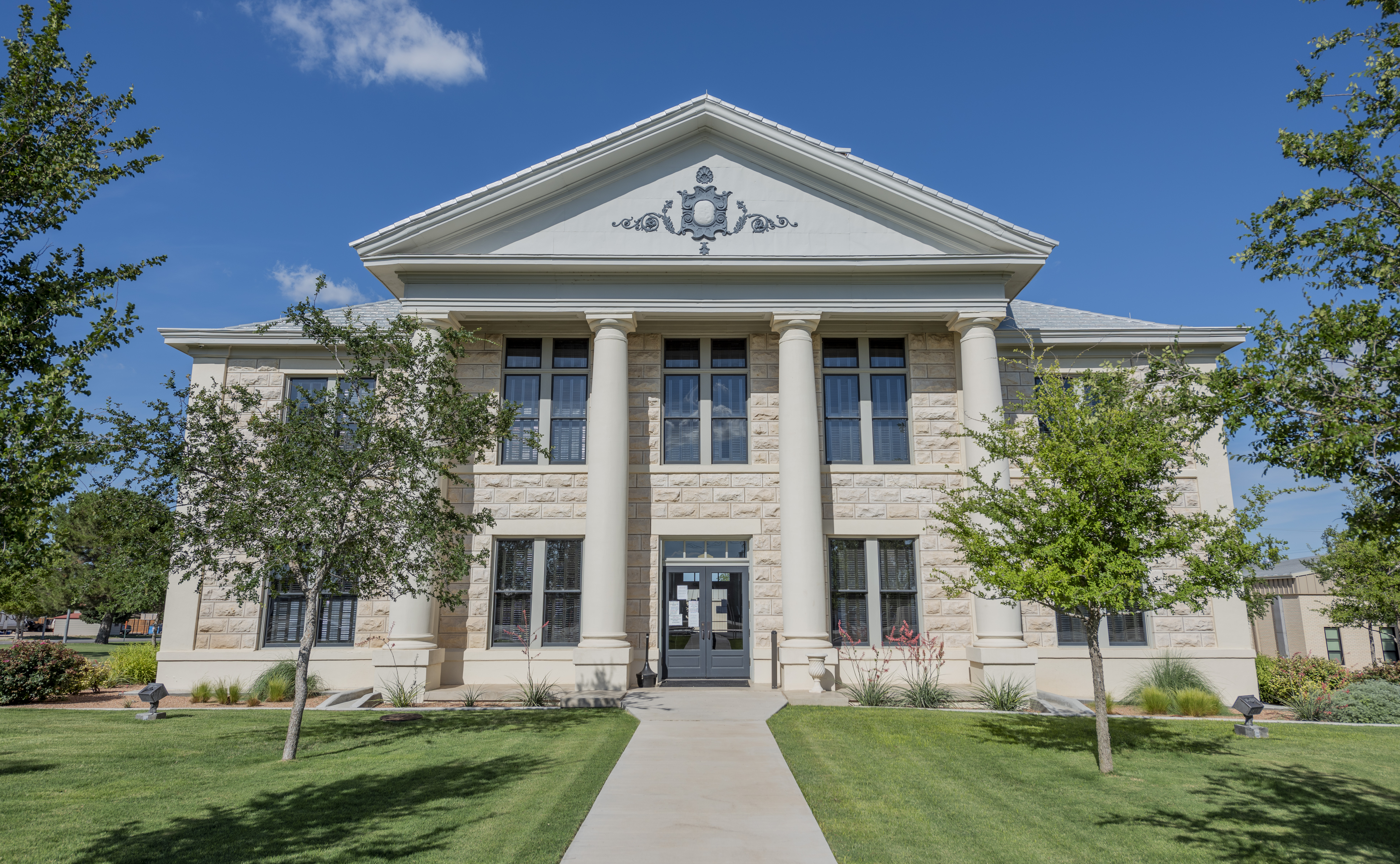

글래스콕군 또는 글래스콕 카운티(Glasscock County)는 미국 텍사스주에 위치한 군이다. 2010년 인구 조사에 따르면 이 지역의 인구 수는 1,226명이다. 군청 소재지는 가든 시티이다. 1887년 설립되었으며 나중에 1893년 조직되었다. 지명은 텍사스주 오스틴의 초기 정착자 조지 워싱턴 글래스콕의 이름을 따서 지어졌다.

## 인구
| 인구조사                                  | 인구  | Note  | %±     |
| ----------------------------------------- | ----- | ----- | ------ |
| 1890년                                    | 208   |       | —      |
| 1900년                                    | 286   |       | 37.5%  |
| 1910년                                    | 1,143 |       | 299.7% |
| 1920년                                    | 555   |       | −51.4% |
| 1930년                                    | 1,263 |       | 127.6% |
| 1940년                                    | 1,193 |       | −5.5%  |
| 1950년                                    | 1,089 |       | −8.7%  |
| 1960년                                    | 1,118 |       | 2.7%   |
| 1970년                                    | 1,155 |       | 3.3%   |
| 1980년                                    | 1,304 |       | 12.9%  |
| 1990년                                    | 1,447 |       | 11.0%  |
| 2000년                                    | 1,406 |       | −2.8%  |
| 2010년                                    | 1,226 |       | −12.8% |
| 2018 (추산)                               | 1,388 | [ 5 ] | 13.2%  |
| U.S. Decennial Census 1850–2010 2010–2014 |       |       |        |